# Christ de saint Jean de la Croix
Le Christ de saint Jean de la Croix est une des plus célèbres toiles du peintre Salvador Dalí. C'est une huile sur toile réalisée en 1951 de 205 × 116 cm qui est conservée au musée Kelvingrove, à Glasgow.
L'originalité de la perspective et l'habileté technique rendirent la toile très célèbre, au point que dans les années cinquante, un fanatique tenta avec peu de succès de la vandaliser. Durant les années cinquante, l'artiste représenta plusieurs fois la scène de la crucifixion, comme dans Corpus hypercubus peint en 1954. Pour réaliser cette toile, Dali se basa sur les théories du Discours sur la forme cubique de Juan de Herrera, responsable du monastère de San Lorenzo de l'Escorial au XVIe siècle.

## Inspiration

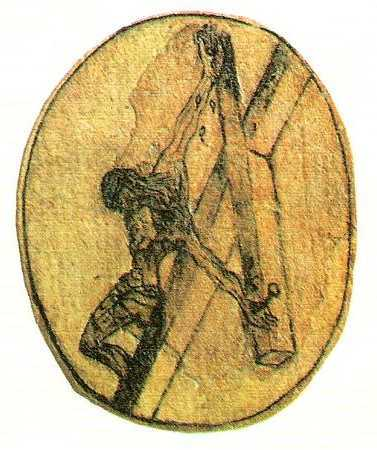
Croquis de Crucifixion par saint Jean de la Croix dont Dali s'inspira.

Dalí s'inspira d'un dessin mystique de saint Jean de la Croix réalisé vers 1575  et conservé au monastère de l'Incarnation (es) d'Ávila, et d'une image qu'il dit avoir rêvé d'un cercle dans un triangle. Cette figure qui d'après lui était comme le noyau d'un atome, était similaire au dessin du monastère et il décida de l'utiliser pour sa toile.
Dali s'explique « Premièrement, en 1950, j’ai eu un « rêve cosmique » dans lequel je vis en couleur cette image qui, dans mon rêve, représentait le « noyau de l’atome ». Ce noyau prit par la suite un sens métaphysique, je le considère « l’unité de l’univers », le Christ ! Deuxièmement, grâce aux indications du père Bruno, carme, je vis le Christ dessiné par saint Jean de la Croix, je résolus géométriquement un triangle et un cercle, qui « esthétiquement » résument toutes mes expériences antérieures et inscrivis mon Christ dans ce triangle ».
Le paysage calme s'inspire de Portlligat. Les pêcheurs sont inspirés d'une peinture de Le Nain et d'un dessin de  Velázquez pour La Reddition de Breda.

## Histoire
Le tableau est exposé début 1952 dans une galerie de Londres où le Docteur Tom J. Honeyman (en), directeur des Musées de Glasgow, le découvre : il juge opportun, pour donner une image plus culturelle à sa ville en pleine période de déclin économique avec une désindustrialisation rapide conduisant à un chômage élevé, d'acheter la peinture et les droits de propriété intellectuelle qui s'y rattachent, afin de pouvoir réaliser des reproductions, des cartes postales, pour la somme de 8 200 £, prix jugé exorbitant par certains bien qu'il fût réduit, le catalogue des œuvres de Dali la proposant initialement à 12 000 £. 
Une pétition contre cet achat a été présentée au conseil municipal de Glasgow par les étudiants de la Glasgow School of Art qui considèrent que cet argent aurait dû servir à promouvoir les artistes locaux. Cette polémique sera à l'origine de l'amitié entre Honeyman et Dali qui ont engagé un échange épistolaire pendant de nombreuses années.
Le tableau est exposé au Kelvingrove Art Gallery and Museum la première fois le 23 juin 1952  et durant seulement les six premiers mois plus de 50 000 visiteurs viennent assurer le succès de cette judicieuse acquisition. En 1961, un visiteur attaque la peinture avec une pierre et déchire la toile avec ses mains. Elle est restaurée avec succès pendant plusieurs mois. En 1993, la peinture est transférée au St Mungo Museum of Religious Life and Art (en) puis revient à Kelvingrove pour sa réouverture en juillet 2006.
En 2005, avec 29 % des  voix, la peinture remporte le sondage organisé par The Herald sur la peinture écossaise la plus populaire.

## Description
La peinture montre Jésus crucifié, pris en perspective plongeante et vu d'au-dessus de la tête. Cette dernière regarde vers le bas et est le point central de l’œuvre. La partie inférieure du tableau représente un paysage impassible, formé par la baie de Portlligat. Entre le Crucifié et la baie s’intercalent des nuages aux tons mystiques et mystérieux, illuminés par la clarté qui émane du corps de Jésus. Le puissant clair-obscur qui sert à rehausser la figure de Jésus provoque un effet dramatique.
Le Christ est représenté de façon humaine et simple. Il a les cheveux courts – au contraire des représentations classiques – et est dans une position relaxée. L'écriteau de la partie supérieure de la croix est une feuille de papier doublée aux initiales INRI. À la différence des représentations classiques, le Christ n'est pas blessé, n'est pas cloué sur la croix, n'a pas d'entaille, très peu de sang et ne possède aucun des attributs classiques de la crucifixion – clous, couronne d'épines, etc. Il semble flotter accolé à la croix. Dalí se justifia en expliquant qu'au cours d'un rêve il changea son projet initial de mettre des fleurs, œillets et jasmins, dans les blessures du Christ « peut-être à cause d'un proverbe espagnol qui dit A mal Cristo, demasiada sangre, » Certains commentateurs affirment qu'il s'agit de l’œuvre la plus humaine et humble sur le thème de la Crucifixion.
Dali utilisa un cascadeur d'Hollywood, Russel Saunders, comme modèle pour peindre le Christ.

## Description de Dalí
Dans le numéro spécial de 1952, édité par la Scottish Art Review, Dalí expliqua sa peinture de la façon suivante :

« La position du Christ a provoqué une des premières objections sur cette peinture. Du point de vue religieux, cette objection n'est pas fondée, puisque mon tableau est inspiré de dessins de crucifixion de saint Jean de la Croix en personne. Pour moi, ce tableau devait être exécuté comme une conséquence d'un état d'extase. La première fois que je vis ce dessin, il m'impressionna de telle façon que plus tard, en Californie, je vis le Christ en rêve dans la même position, mais dans le paysage de Portlligat, et j'entendis des voix qui me disaient Dali, tu dois peindre ce Christ »

« Et je commençais à le peindre le jour suivant. Jusqu'au moment où je commençais la composition, j'avais l'intention d'inclure tous les attributs de la crucifixion – clous, couronne d'épines, etc – et de transformer le sang en œillets rouges sur les mains et les pieds, avec trois fleurs de jasmin qui ressortiraient des blessures du côté. Les fleurs auraient été réalisées à la manières ascétique de Zurbaran. Mais juste avant de finaliser mon tableau, un second rêve modifia tout ça, peut être à cause d'un proverbe espagnol qui dit A mal Cristo, demasiada sangre »

« Dans ce second rêve, je vis le tableau sans les attributs anecdotiques : seule la beauté métaphysique du Christ-Dieu. J'avais également eut l'intention de prendre pour modèles pour le fond les pêcheurs de Port Lligat, mais dans ce songe, à leurs places, apparaissait dans un bateau un paysan français peint par Le Nain, dont seul le visage a été modifié pour ressembler à un pêcheur de Port Lligat. Cependant, vu de dos, le pêcheur a la silhouette de Velázquez. Mon ambition esthétique dans ce tableau était contraire à tous les Christ peints par la majorité des peintres modernes, qui l'interprétèrent dans un sens expressionniste et contorsionniste, provoquant une émotion par le biais de la laideur. Ma principale préoccupation était de peindre un Christ beau comme le Dieu même qu'il incarne »

## Influence
Une des sculptures de la Collection Clot reprend le thème du Christ de Saint Jean de la Croix, c'est une représentation en bronze du sujet[réf. souhaitée].